# Simon Erlandsson
Oskar Simon Erlandsson (ur. 29 września 1994) – szwedzki zapaśnik walczący w stylu klasycznym. Zajął piętnaste miejsce na mistrzostwach Europy w 2019. Brązowy medalista mistrzostw nordyckich w 2019. Mistrz Szwecji w 2019 roku.